# Don Whittington
Pour les articles homonymes, voir Whittington.
Reginald Donald "Don" Whittington est un pilote automobile américain né à Lubbock au Texas le 23 janvier 1946. En 1979, il remporte les 24 Heures du Mans avec son frère Bill et Klaus Ludwig sur Porsche 935 K3.

## Palmarès
- Championnat du monde des voitures de sport
  - Vainqueur des 6 Heures de Watkins Glen en 1979

- Challenge mondial FIA des pilotes d'endurance[1]
  - Champion en 1979 (essentiellement sur Porsche 935 et Porsche Carrera)[2]
  - Vainqueur des 24 Heures du Mans 1979
  - Vainqueur des 6 Heures de Daytona en 1979
  - Vainqueur du Grand Prix du Los Angeles Times en 1979
  - Vainqueur des 6 Heures du Salvador en 1979